# بريان ماسومي
بريان ماسومي (مواليد 1956) هو فيلسوف وعالم نظري اجتماعي كندي. تشمل أبحاثه مجالات الفن، والعمارة، والدراسات الثقافية، والنظرية السياسية والفلسفة. يستكشف عمله التقاطع بين القوة، والإدراك، والإبداع لتطوير نهج للفكر والعمل الاجتماعي يربط بين المجالات الجمالية والسياسية. هو أستاذ متقاعد في قسم الاتصالات بجامعة مونتريال.

## نبذة
لعب ماسومي دورًا أساسيًا في تقديم أعمال الفلاسفة الفرنسيين مثل جيل دولوز وفيليكس غوتاري إلى العالم الناطق باللغة الإنجليزية؛ وذلك من خلال ترجمته لعملهم التعاوني الرئيسي ألف هضبة (1987)، وكتابه دليل المستخدم للرأسمالية وانفصام الشخصية: انحرافات عن دولوز و غوتاري (1992). دُمِجت مقالته التي صدرت في عام 1995 بعنوان «استقلالية التأثير» لاحقًا في أكثر أعماله شهرة، أمثال للواقع الافتراضي: الحركة، والتأثير، والإحساس (2002)، ويُنسب لها الفضل في لعب دور مركزي في تطوير المجال متعدد التخصصات لدراسات التأثير.
حصل ماسومي على درجة البكالوريوس في الأدب المقارن من جامعة براون (1979)، ودكتوراه في الأدب الفرنسي من جامعة ييل (1987). حصل على زمالة ميلون لما بعد الدكتوراه في قسم اللغة الفرنسية والإيطالية بجامعة ستانفورد (1988-1987)، واستقر بعدها في مونتريال بكندا حيث درس أولًا في جامعة مكغيل (برنامج الأدب المقارن)، وبعدها في جامعة مونتريال (قسم الاتصالات)، وتقاعد في عام 2018. ألقى ماسومي محاضرات في جميع أنحاء العالم، وتُرجِمَت كتاباته إلى أكثر من خمس عشرة لغة.
تعاون منذ عام 2004 مع مختبر سينسلاب لإنشاء البحوث، الذي أسسته إيرين مانينغ باعتباره «مختبرًا تجريبيًا للفكر في الحركة» يعمل عند تقاطع الفلسفة والفن والنشاط.

## الفلسفة
يضع ماسومي عمله في تقليد فلسفة الصيرورة، التي يعرّفها على نطاق واسع لتشمل مجموعة من المفكرين الذين يميز عملهم مفاهيم الحدث والظهور. أيقن ماسومي أن ذلك لا يشمل الفيلسوف ألفريد نورث وايتهيد، الفيلسوف الأكثر ارتباطًا بالمصطلح، فقط، ولكن أيضًا تشارلز ساندرز برس، وهنري برغسون، وغيلبرت سيموندون، وجيل دولوز، وبيير فيليكس غوتاري، وكل من رسم لأعماله على نطاق واسع . صاغ ماسومي فلسفة الصيرورة مع التجريبية الراديكالية لوليام جيمس، والتي تؤكد أسبقية العلاقة. هذا هو المبدأ القائل بأن العلاقات حقيقية، وأنها تُختبر بشكل مباشر، وتخلق شروطها الخاصة.
وصف ماسومي عمله أيضًا بأنه «فلسفة ناشطة» (فلسفة يكون مفهومها النهائي هو النشاط بدلًا من الجوهر)؛ و«البراغماتية التأملية» (فلسفة تحمل الممارسة الحالية لها قدرًا كبيرًا من الإمكانات المستقبلية مثل الوظائف الحالية والمرافق المعروفة)، و«علم الوراثة»، كنقيض للأنطولوجيا، (فلسفة تكون فيها الصيرورة أساسية بالنسبة للوجود)، و«المادية غير المادية» (فلسفة تنسب الأبعاد المجردة للواقع إلى الجسد والمادة نفسها).

### نظرية السلطة
ينقسم العمل الأول لماسومي حول نظرية السلطة إلى شقين، فيبحث الشق الأول في عمليات مركزية السلطة التي تتجه نحو الدولة الاستبدادية، والتي يعرّفها على نطاق واسع بأنها فاشية. يبحث الشق الثاني، المتأثر بعمل ميشال فوكو، في العمليات التي توَزَّع من خلالها تأثيرات السلطة في جميع أنحاء المجال الاجتماعي، ولاسيما من خلال الإنتاج الضخم لما أطلق عليه اسم «مستوى الخوف اليومي المنخفض». ركزت نظرياته عن السلطة الموزعة، بعد هجمات الحادي عشر من سبتمبر على أبراج التجارة العالمية، على مبدأ استباقي أصدرته إدارة جورج دبليو. بوش ليكون بمثابة إطار «للحرب على الإرهاب».
يجادل ماسومي بأن الإجراءات الاستباقية هي أكثر من مجرد عقيدة عسكرية؛ ولكنها رسخت نفسها على أنها طريقة اجتياحية للسلطة تعمل بأشكال عديدة في جميع أنحاء المجتمع. إنه يرى أن وضع السلطة هذا مثمر بشكل متناقض، إذ أطلق عليه اسم «قوة التواجد» (القدرة على التواجد). قال ماسومي إن قوة التواجد مرتبطة بالسلطة التأديبية والسلطة على الحياة، ولكنها تختلف عنها كما حللها فوكو، ويُعد هذا مفهوم فوكو المتحالف عن «البيئة». يشرح ماسومي قوة التواجد بأنها متشابكة مع الرأسمالية النيوليبرالية. يجادل أيضًا بأن هذا التناغم يجعل الاقتصاد الرأسمالي تشكيلًا مباشرًا للسلطة في حد ذاته.
إن الفكرة القائلة بأن قوة التواجد الرأسمالية هي تشكيل مباشر للسلطة يعدل الحيز الاجتماعي للظهور من أجل جمع أسئلة أساسية حول الشكل الذي يمكن أن تتخذه المقاومة السياسية والنضال ضد الرأسمالية. يجادل ماسومي بأنه لا يوجد موقع «خارج» السلطة الرأسمالية يمكن من خلاله النقد أو المقاومة. إن إمكانات العمل السياسي ما تزال قائمة، ولكنها تتطلب استراتيجيات «النقد الجوهري» التي تعدل الحيز الاجتماعي للظهور. تحدث هذه الأشكال من المقاومة على مستوى «السياسات الصغرى». لا تشير كلمة السياسة الصغرى إلى المقياس الذي يحدث فيه الفعل، بل إلى نمطه.

### الإِبداع
يعمل ماسومي انطلاقًا من فكرة وايتهيد عن «التقدم الإبداعي»، والتي بموجبها يكون العالم في حالة ظهور دائمة تتميز بالتنوع المستمر في الشكل. تجتمع الجوانب التأملية والبراغماتية لفكره حول فكرة أنه يمكن تطوير ممارسات معينة لتعزيز هذه الحركة الإبداعية.
طور ماسومي نهجًا فلسفيًا عمليًا حول الإبداع البحثي بالتعاون مع إيرين مانينغ. الإبداع البحثي هو فئة في الأوساط الأكاديمية الكندية شبيهة بما يسمى «البحث القائم على الفن» في أوروبا. أخذ كل من مانينغ وماسومي المفهوم بعيدًا عن الجامعة ومجال الفن المحدد. إنهم يدافعون عن «بيئة الممارسات» التي تستكشف كيف يمكن «تحويل» المفاهيم الفلسفية التي تشكلت في اللغة إلى أنماط أخرى من التجربة بطريقة تعزز الممارسة الإبداعية، وبالمثل، كيف يمكن تقديم الفهم الذي شبّع بالفعل أنماط التجربة غير القائمة على اللغة للتعبير الصريح بطرق تزيد من البحث المفاهيمي. مكّنهم هذا التبادل ثنائي الاتجاه من رؤية تعزيز ظهور أنماط معرفة جديدة غير قياسية تتجاوز الفهم التأديبي والأطر المعيارية للإدراك. وحّد هذا التأكيد على أنماط التفكير «الثانوية» والتجربة رؤية مانينغ وماسومي في إنشاء الأبحاث لحركة التنوع العصبي.
يشترط على ممارسة إنشاء الأبحاث أن تكون جماعية وعلائقية، كما يفهمها مانينغ وماسومي، وبالتالي تحمل قوة «سياسية أولية» للنقد الجوهري. صُمِّم مختبر مانينغ، سانسلاب، كمختبر للاستكشاف التعاوني لإنشاء الأبحاث بأبعادها الفلسفية والجمالية والسياسية.

## النقد
تركز معظم الردود الحاسمة على عمل ماسومي على مقال عام 1995 بعنوان «استقلالية التأثير»، وتصنفه على أنه «عالم نظري مؤثر». إن التمييز الذي يطبقه بين التأثير والعاطفة، وتأكيده على أن التأثير «مستقل»، بمعنى أنه يمتد إلى ما وراء الدلالة اللغوية ويقاوم الترميز الثقافي، هما موضوعان مختلفان للخلاف.
تؤكد روث ليز في مقال مؤثر أن ماسومي يؤسس «انقسامًا خاطئًا» بين العقل والمادة، والتفكير والشعور، ويستبعد الفصل الأول لكل مجموعة. يفصل ذلك الجسم عن الذاتية، ويلعب في أطر علمية لاستيعاب الجسم للمادة الخاملة. تجادل ليز بأن هذا يقوض القصدية والعقلانية، مما يجعل بدوره من المستحيل تفسير الأيديولوجيا أو مقاومتها برمجيًا. تجادل ليز أيضًا بأن رواية ماسومي عن «نصف الثانية المفقودة» تنفي الإرادة الحرة.
تجادل مارغريت ويذريل بأن ماسومي يرسم فاصلًا فادحًا بين التجربة الجسدية والعمل الاجتماعي؛ ويؤسس تمييزًا شديد الاستقطاب بين العمليات الخاضعة للرقابة والاستقلالية. تعتقد ويذريل أن ماسومي يحول دراسة الانفعال والعاطفة نحو اهتمامات فلسفية معينة بطرق «غير مفيدة جذريًا»، وتقوض نهجًا أكثر حكمة و«براغماتيًا» يرتكز على أدبيات علم النفس الاجتماعي.
تنتقد أوجيني برينكيما، التي تكتب من وجهة نظر نظرية الفيلم، بالمثل ما تعتبره اعتمادًا مفرطًا لماسومي على خط التفكير الفلسفي حول التأثير الذي ينحدر من سبينوزا إلى دولوز. ترى أن ماسومي يفرض «انقسامًا» بين التأثير والعاطفة الذي يقطع التأثير عن الدلالة، مما يتركها مجردة «بلا شكل» و«هيكل خارجي».